# Эриставство Рача
Эриставство Рача (груз. რაჭის საერისთავო, рачис саэриставо) — важное феодальное владение в Грузии, расположенное в исторической горной области Рача, в верховьях реки Риони в предгорьях Большого Кавказа, находящееся в управлении эриставами с 1050 по 1789 год, когда вошла в состав восстановленного Грузинского царства.

## История

Рача-Лечхуми в XIII в. Грузия.

Эриставство Рача феодальное владение основанное в 1050 году, оно было даровано Багратом IV ветви благородного дома Багуаши, впоследствии известным как Кахаберидзе. Их владения были расширены при царице Тамаре. Кахаберидзе были лишены эриставства в 1278 году, за то, что восстали против Давида VI, но сохраняли за собой Рача до XV века. К тому времени, эриставство было восстановлено, и управлялось домом Чарелидзе, которых в скором времени сменил дом Чхеидзе в 1488 году, когда князь Иване Чхеидзе был наделен эриставством Рача, царем Имеретии Александром II.
Со временем новые властители Рача - в дальнейшем известные как Эристави Рача - значительно расширили свои владения, конфискуя имения других дворянских семей, а так же за счет царских владений. Они активно участвовали в непрекращающихся феодальных войнах, которые изводили Грузию в то время, часто переходя от одной стороны к другой, стремясь достичь большей самостоятельности от царей Имерети. Сильному эриставу Ростому удалось стать практически независимым властителем Рача, но в конечном счете, он терпит поражение и был отстранен от власти царем Соломоном I, который присоединяет Рача к царским владениям. Его преемник Давид II восстанавливает эриставство и ставит во его главе внука Ростома Антона в 1784 году. Конкурирующие благородные дома Цулукидзе и Церетели, попытались противостоять этому шагу призвали османские войска и горцев Дагестана, но были разгромлены царской армией в 1786 году. Восстановленное эриставство существовало недолго, и следующий Имеретинский царь Соломон II окончательно ликвидирует его в 1789 году.

## Известные Эриставы Рачи

### ДомКахаберидзе
- Кахабер I (ум. 1088)
- Нианиа (1088—1120)
- Кахабер II (1175—1210)
- Кахабер III (1245—1278)

### Дом Чарелидзе
- Агбуга (14 -??? 14)
- Георгий I (14? -14?)
- Левша (14? -14?)
- Квели (14? -14?)
- Георгий II (14? -14?)

### ДомЧхеидзе
- Иванэ (1465—1485 или 1488—1497)
- Кахабер IV (1485—1510 или 1497—1510)
- Бедиан (1510—1534)
- Шошита I (1534—1565 или 1534—1570)
- Папуна I (1651—1661)
- Шошита II (1661—1684)
- Папуна II, его сын (1684—1696)
- Шошита III, его сын (1696—1731 или 1696—1732)
- Григол, его сын (1731—1741 или 1732—1743)
- Вахтанг, его брат (1741—1749 или 1743—1750)
- Ростом, внук Шошиты III (1749—1769 или 1750—1769)
- Антон, его внук (1784—1784)
- Гиорги (1784—1787)
- Антон (1787—1789) — второй раз.